# بیمارستان آل جلیل آق قلا
بیمارستان حاج آقی آل جلیل واقع در استان گلستان، شهرستان آق قلا بیمارستانی است با وسعت حدود ۱۰٬۰۰۰ مترمربع در قسمت جنوبی شهرستان آق قلا واقع شده که در سال ۱۳۸۵ با ۹۶ تخت ثابت توسط مقامات استانی و کشوری و توسط فرد خیری به نام حاج آقی آل جلیل افتتاح گرددید و هم‌اکنون با ۱۱۳ تخت فعال ثابت فعالیت می‌کند.

## بخش‌ها و امتیازات بیمارستان
بدنبال افزایش جمعیت تحت پوشش و بالطبع افزایش نیازهای درمانی اسفند ۸۹ و سنگ‌شکن ۹۰ با اضافه شدن بخش‌های CCU در اواخر سال ۸۸ رتبه یک استانی به بخش CCU این بیمارستان تعلق گرفته‌است. این بیمارستان اولین و تنهاترین بیمارستان سطح شهرستان می‌باشد و تحت نظر دانشگاه علوم پزشکی گلستان و وزارت بهداشت و فعالیت دارد. فعالیت‌های درمانی بیمارستان نیز افزایش یافته و با خرید دستگاه‌های پیشرفته و به‌کارگیری نیروهای جدید نیاز به بهینه نمودن کاربری فضای بیمارستان نیز افزایش یافت که بدنبال آن بتدریج دامنه فعالیت‌ها و سیستم رشد کرد.